# ギヴ・ミー・ラヴ (ジョージ・ハリスンの曲)
「ギヴ・ミー・ラヴ」（Give Me Love (Give Me Peace On Earth)）は、ジョージ・ハリスンの楽曲である。1973年5月にスタジオ・アルバム『リヴィング・イン・ザ・マテリアル・ワールド』からの先行シングルとして発売され、同作にオープニング・トラックとして収録された。シングル盤は、Billboard Hot 100で『マイ・スウィート・ロード』以来2度目となる第1位を獲得。このほか、イギリス、カナダ、オーストラリアなど世界各国のシングルチャートでトップ10入りを果たした。
ファンや音楽評論家の間で人気の高い楽曲の1つで、とりわけハリスンのスライドギターソロは高い評価を得ている。歌詞の中で、ハリスンはカルマと絶え間ない再生のサイクルから解放されたいという願いを歌っている。楽曲についてハリスンは僕と神様と、この曲を気に入ってくれた人たちとのつながりについての意思表明と説明している。楽曲は、1976年に発売された『ザ・ベスト・オブ・ジョージ・ハリスン』や2009年に発売された『レット・イット・ロール ソングス・オブ・ジョージ・ハリスン』などのコンピレーション・アルバムにも収録されている。
1991年12月に行なわれた日本ツアーでも演奏されており、1992年に発売されたライブ・アルバム『ライヴ・イン・ジャパン』に収録されている。2002年11月に開催されたハリスンの追悼コンサート『コンサート・フォー・ジョージ』では、ジェフ・リン、アンディ・フェアウェザー・ロウ、マーク・マンによって演奏された。また、マリーザ・モンチ、デイヴ・デイヴィス、エリオット・スミスなど多数のアーティストによってカバー・バージョンが発表されている。

## 背景とインスピレーション
アルバム『リヴィング・イン・ザ・マテリアル・ワールド』に収録されているほとんどの楽曲と同じように、ハリスンは1971年から1972年にかけて「ギヴ・ミー・ラヴ」を書いた。この期間中、ハリスンはニューヨークで2つの慈善コンサートを開催し、ライブ・アルバムの発売やコンサート・フィルムの公開の準備をするなど、バングラデシュ独立戦争の難民を支援することに専念していた。これに加え、ハリスンは人道支援プロジェクトが抱えるビジネスや法律上の問題に悩まされていた。作家のアンドリュー・グラント・ジャクソンは、著書『Still the Greatest: The Essential Solo Beatles Songs』で、この最後の問題に対してのハリスンの欲求不満が、『リヴィング・イン・ザ・マテリアル・ワールド』に収録の楽曲の多くに陰湿な雰囲気をただよわせることになったとしている。
この時期、ハリスンはヒンドゥー教の精神性に傾倒していた。1970年から1971年にかけてヒットを記録した「マイ・スウィート・ロード」、それに続くシングル曲「美しき人生」や「バングラ・デッシュ」と同じように、ハリスンは「ギヴ・ミー・ラヴ」を手早く書き上げた。ハリスンは、自伝『I・ME・MINE』の中で時には、口を開いて自分が何を言おうとしているのかわかっていないことがある。そうして口から飛び出てきたものが何であろうと、それが何かのきっかけになる。もしそういうことが起こって、運に恵まれれば、それがたいてい曲になる。この曲は祈りであり、個人的な意見表名でもある。つまり、僕と神様と、この曲を気に入ってくれた人たちとのつながりについての意見表名なんだと語っている。

## 曲の構成
「ギヴ・ミー・ラヴ」は、「マイ・スウィート・ロード」と同じく、ヒンドゥー教のバジャンと西洋のゴスペルの伝統を融合させた楽曲。イントロは、ボブ・ディランの「ミスター・タンブリン・マン」のオープニングと同じ様式でかき鳴らしたアコースティック・ギターの音が特徴となっている。曲が進むにつれて徐々に盛り上がっていくが、リズムセクションが完全な状態で加わるのは最初のブリッジ以降となる。ハリスンの伝記作家であるゲイリー・ティラリーは、本作の音楽的なムードを「弾力がありながら、落ち着いている」と表現している。
歌詞の中で、ハリスンは物理的な世界における人生のヴィジョンを表現している。曲は楽器のパッセージから始まり、カルマと絶え間ない再生のサイクルから解放されたいという願いを歌うコーラスに続く。これらの歌詞には、シンプルかつ普遍的なメッセージが込められており、当時の時代背景からハリスンの個人的な精神的探求と同じく、1960年代の「平和と愛」の精神と関連づけられている。また、2つのブリッジで、ハリスンは「Oh ... my Lord」というフレーズの中に、「Om」という呪文を取り入れている。

## レコーディング
ハリスンは、ドキュメンタリー『バングラデシュ・コンサート』の公開に向けた作業に専念していたことから、1972年半ばまで『オール・シングス・マスト・パス』に続くアルバムの制作に取りかかることができずにいた。また、セッションへの遅刻によるプロデューサーのフィル・スペクターに対する信頼の欠如も、制作開始の遅延の原因の1つとなっており、作家のブルース・スパイザーは「風変わりなプロデューサーの不規則な出勤により、ジョージはこのままスペクターを待ち続けていたらプロジェクトは決して成し遂げられないということに気づいた」と述べている。その年の10月までに、ハリスンはアルバムを1人で制作することを決めた。
ハリスンはかつてビートルズのエンジニアであったフィル・マクドナルドの協力のもと、1972年の秋に「ギヴ・ミー・ラヴ」のベーシック・トラックを録音した。レコーディングは、ヘンリー・オン・テムズのフライヤー・パークにあるハリスンの自宅スタジオ「FPSHOT」と、ロンドンにあるアップル・スタジオで行なわれた。多数のミュージシャンを起用していたスペクターの共同作業から一転して、「ギヴ・ミー・ラヴ」はシンプルなアレンジとより繊細な楽器が特徴となっている。また、本作でハリスンはジョージ・マーティンを思わせる制作スタイルを採用している。
1973年に入り、2か月にわたって2種類のスライドギターのパートを含むオーバー・ダビングを行なった。ハリスンのギターワークのほかに、本作の特徴となっているのがニッキー・ホプキンスのピアノで、ダブルトラックのメロディアスな演奏になっている。リズム・セクションは、クラウス・フォアマンのベースとジム・ケルトナーのドラムで構成されている。オルガンは、ゲイリー・ライトによる演奏。『The Dawn of Indian Music in the West』の著者であるピーター・ラヴェッツォーリは、ハリスンのスライドギター演奏に対する「ユニークなアプローチ」は、1970年以降にシタールやヴィーナをはじめとしたヒンドゥスターニー音楽の様式を取り入れるまでに成熟したとし、「ギヴ・ミー・ラヴ」の曲中のソロについて「ハリスンの最も複雑でメロディアスなものの1つ」と評している。

## リリース
シングル『ギヴ・ミー・ラヴ』は、1971年7月に発売された『バングラ・デッシュ』以来2年ぶりのシングル。アルバム『リヴィング・イン・ザ・マテルアル・ワールド』と同じく、1973年のアップル・レコードのリリーススケジュールに、ビートルズのコンピレーション・アルバム『ザ・ビートルズ1962年〜1966年』と『ザ・ビートルズ1967年〜1970年』、ポール・マッカートニー&ウイングスの2作目のアルバム『レッド・ローズ・スピードウェイ』が含まれていたことから、発売が延期されていた。作家のロバート・ロドリゲスによると、『オール・シングス・マスト・パス』の発売から数年にわたり、ジョン・レノンとポール・マッカートニーによる世間での口論や、2人の「くだらない」音楽により、「元ビートルズであることの価値」は大きく損なわれていたとのこと。ジャーナリストのニコラス・シャフナーは、1977年に出版した著書『The Beatles Forever』で、ポール・マッカートニー&ウイングスのアルバム『ワイルド・ライフ』、レノンとオノ・ヨーコの共作『サムタイム・イン・ニューヨーク・シティ』の2作の商業的な失敗と比較したうえで、「『バングラデシュ』プロジェクトの中にある利他主義のおかげで、ハリスンの新曲には受容性のある聴衆が保証された」と書いている。
B面に「ミス・オーデル」が収録されたシングル『ギヴ・ミー・ラヴ』は、アメリカでは1973年5月7日、イギリスでは5月25日に発売された。この3週間後に発売されたアルバム『リヴィング・イン・ザ・マテルアル・ワールド』には、オープニング・トラックとして収録された。1971年に作曲した「スー・ミー、スー・ユー・ブルース」と「トライ・サム・バイ・サム」を除くアルバム収録曲と同様に、ハリスンは「ギヴ・ミー・ラヴ」の出版使用料を新設したマテリアル・ワールド財団に帰属させた。
アメリカのキャピトル・レコードは、ラジオで曲を明るく聴かせることを目的に、アルバム・バージョンよりも速い速度で流れるようにシングルのマスタリングを行なった。アップル・レコードから発売された元ビートルズによる作品として珍しく、イギリスとアメリカの主要市場にて無地のスリーブで販売されていた。ヨーロッパ諸国では複数のピクチャー・スリーブが発売されており、いずれのデザインもトム・ウィルクスが手がけた。

### アメリカでのチャートイン

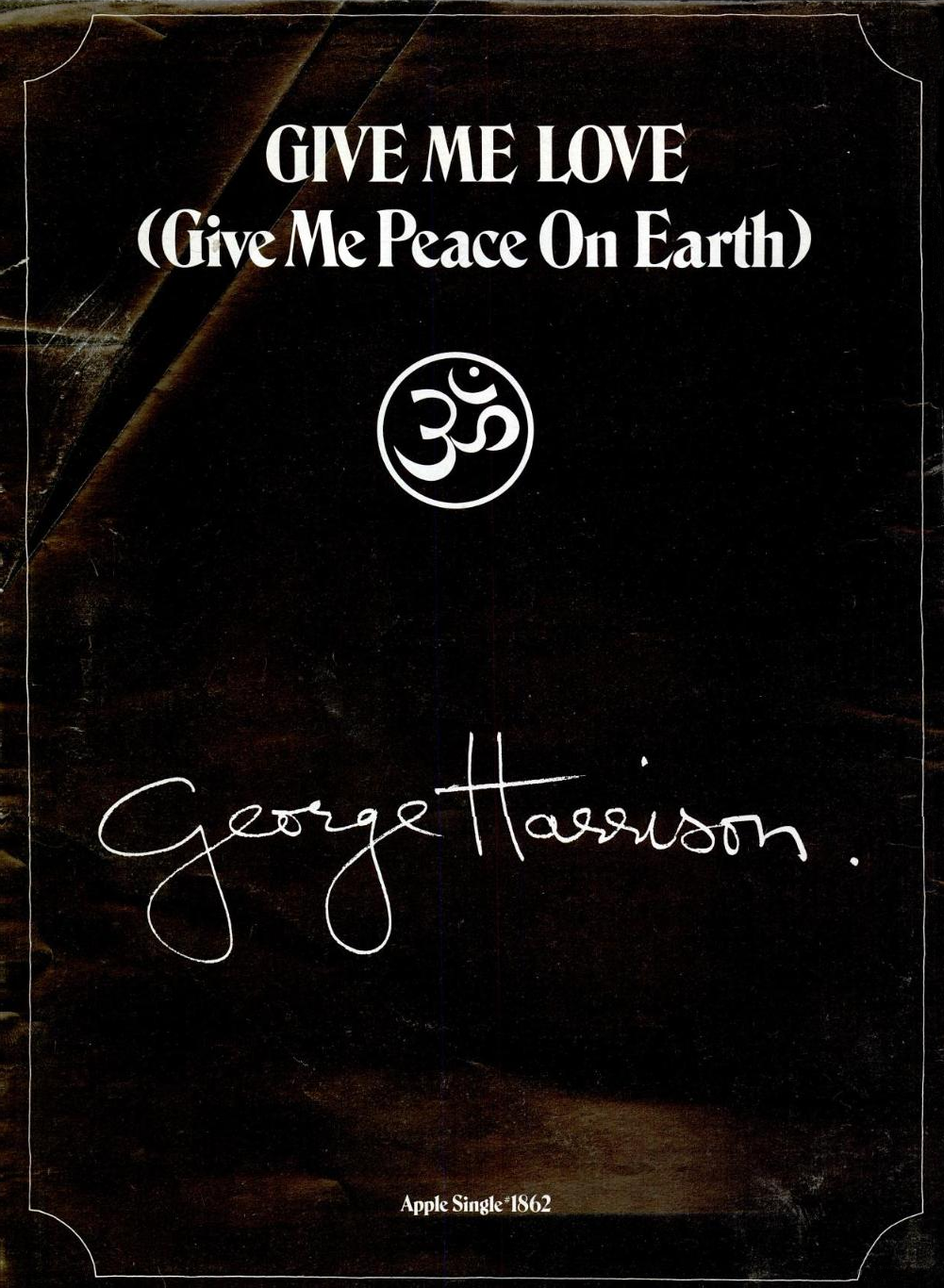
1973年5月に流通したシングルの広告

シングル盤は、6月末のBillboard Hot 100でウイングスの『マイ・ラヴ』をおさえて第1位を獲得。全英シングルチャートで最高位8位を獲得した。シングル盤が第1位を獲得したのは、アルバム『リヴィング・イン・ザ・マテルアル・ワールド』がBillboard 200で5週にわたって第1位を獲得していた期間中のことで、シングルとアルバムが同時に『ビルボード』誌のチャートで第1位を獲得したのは、シングル『マイ・スウィート・ロード』とアルバム『オール・シングス・マスト・パス』で獲得した1971年1月以来となった。
本作が第1位を獲得した週のBillboard Hot 100では、ハリスン、マッカートニー、プレストンの楽曲がそれぞれ3位以内にランクインしており、ビートルズが同チャートの上位を占めたのは1964年4月25日の週以来となった。シャフナーは、ビートルズ関連の作品がアメリカのチャートの上位を占めていることから、この時期について「ビートルマニアの黄金期を思わせる」と表現している。2013年10月時点で、1973年6月30日の週のチャートは、元ビートルズの2人がアメリカのシングルチャートで上位2位を占めた唯一の例となっている。

### その他のリリース
「ギヴ・ミー・ラヴ」は、1976年に発売されたコンピレーション・アルバム『ザ・ベスト・オブ・ジョージ・ハリスン』や、2009年に発売されたコンピレーション・アルバム『レット・イット・ロール ソングス・オブ・ジョージ・ハリスン』にも収録された。
ハリスンの死から10年後の2011年に公開されたドキュメンタリー映画『ジョージ・ハリスン/リヴィング・イン・ザ・マテリアル・ワールド』では、フライヤー・パークの敷地や、ハリスンがケルトナーやフォアマンらとともに楽曲制作を行なうシーンで使用された。

## 評価
「ギヴ・ミー・ラヴ」は、ビートルズ時代およびその後のソロ活動において、ハリスンの楽曲で最も人気のある楽曲の1つとなった。発売当時、マッカートニーは本作について「とてもすてきだ」と評し、「ギターソロはすばらしいし、拍子の変化もいい」と付け加えている。『ビルボード』誌の評論家は、「ハリスンの声とカントリー調のギターが波打っているが、抑えられたリズムをベースとしていて、人間への理解を求めるこの作品によく合っている。彼の誠実なサウンドはリスナーを包み込み、物語の中に引き込んでくれる」と評している。『ローリング・ストーン』誌に寄稿したスティーヴン・ホールデンは、本作を「強く短いフレーズのメロディに、歌詞は「オーム」のコーラスを含んだ純然たる励まし。『マイ・スウィート・ロード』に勝るとも劣らないできばえだ」と評している。
『メロディ・メイカー』誌のマイケル・ワッツは、アルバムの先行シングルは「リヴィング・イン・ザ・マテルアル・ワールド」にした方がよかったのではないかと提言している。トニー・タイラーとロイ・カーは、1975年に出版した共著書『The Beatles: An Illustrated Record』で、本作についてボブ・ディランの「アイ・ウォント・ユー」に「わずかに似ている」とする一方で、「すばらしく、とても独特なスライドギター」を称賛している。
『オールミュージック』のリンゼイ・プラナーは、本作を「穏やかなロッカー」と表現したうえで本作へのハリスンのギターの貢献を強調し、同じようにホプキンスの「ソウルフルなキーボードの演奏とフィル」も注目に値すると評している。『ポップマターズ』のゼス・ランディは、本作について「陽気な曲」「ハリスンの最も象徴的かつ、愛されているNo.1シングル」と表現している。2004年に出版された『The Rolling Stone Album Guide』に寄稿したマック・ランドールは、本作について「ハリスンの最も美しい曲の1つ」と評している。
『モジョ』誌に寄稿したジョン・ハリスは、『リヴィング・イン・ザ・マテルアル・ワールド』が「ヒンドゥー教のコンセプト・アルバムのような作品…東洋の宗教、ゴスペル、『フォー・ユー・ブルー』の面影が心地よく融合している」証拠として「ギヴ・ミー・ラヴ」を挙げている。『クラシック・ロック』誌のヒュー・フィールダーは、本作および『リヴィング・イン・ザ・マテルアル・ワールド』に収録の他の楽曲におけるハリスンの「骨の折れる職人技」と「崇高な演奏」を称賛し、「ハリスンの最高の楽曲の1つ」と評している。
サイモン・レングは、本作のギター・ラインについて「あまりにも心地よすぎる」とし、「『リヴィング・イン・ザ・マテルアル・ワールド』は、より強いオープニング・ソングではほとんど楽しめなかっただろう…驚くほど表現力豊かなギターのステートメントであふれる豪華なバラード『ギヴ・ミー・ラヴ』は、感動的な3分間において『オール・シングス・マスト・パス』が持つ感情的な力を忘れずにいる」と付け加えている。アンドリュー・グラント・ジャクソンは、著書『Still the Greatest: The Essential Solo Beatles Songs』で、「ギヴ・ミー・ラヴ」によってハリスンが「バングラデシュ・コンサートでやろうとしていたこと、そしてビートルズがより理想主義であった時期にやろうとしたことの本質」を捉えたと考察している。また、ジャクソンは本作がハリスンの「神への最上級の嘆願」であるとし、「ボーカルが歌詞に込められた切望と完璧に合っている」「『愛こそはすべて』や『イマジン』に並ぶ、水瓶座の時代を最も純粋に表現した例」と付け加えている。
2003年に公開された『コンサート・フォー・ジョージ』のドキュメンタリーの中で、エリック・クラプトンはお気に入りのハリスンの楽曲の1つとして、「イズント・イット・ア・ピティー」とともに本作を挙げている。AOL Radioが2010年に行なった視聴者投票「10 Best George Harrison Songs」では第5位、『Ultimate Classic Rock』が発表した「Top 10 George Harrison Songs」では第4位にランクインした。『ローリング・ストーン』誌のデヴィッド・フリックは、「25 Essential George Harrison Performances」と題したリストで本作を挙げ、「柔らかくて、親密な賛美歌」と説明している。

## ライブでの演奏
ハリスンは、1974年にラヴィ・シャンカルと行なった北米ツアーと、1991年にエリック・クラプトンと行なった日本ツアーで「ギヴ・ミー・ラヴ」を演奏した。また、1992年に開催された「自然法党支援コンサート」でも演奏しており、この年の4月6日にロンドンのロイヤル・アルバート・ホールで開催された同ライブは、ハリスンがソロ・アーティストとしてイギリスで行なった唯一のライブとなった。
1974年のツアー前にロサンゼルスで行なわれた記者会見で、ハリスンは「ギヴ・ミー・ラヴ」を「少し違う」アレンジで演奏すると語っていた。本作は、通常ライブの中盤で演奏され、スライドギターのブレイクをカットし、ビリー・プレストンのシンセサイザーとトム・スコットのフルート・ソロをフィーチャーしたアレンジとなっていた。同ツアーでのライブ音源は公式作品として発売されていないが、海賊盤として流通している。

### 『ライヴ・イン・ジャパン』収録テイク
1991年12月に行なわれた日本ツアーは、ハリスンがソロ・アーティストとして行なった唯一の日本ツアーだった。1992年に発売されたライブ・アルバム『ライヴ・イン・ジャパン』には、1991年12月15日の東京ドーム公演で録音された「ギヴ・ミー・ラヴ」のライブ音源が収録されている。このツアーでは、アンディ・フェアウェザー・ロウがスタジオ音源のスライドギターのパートを再現した。イアン・イングリスは、曲の終盤におけるハリスンとバッキング・ボーカリストのテッサ・ナイルズとケイティ・キッスーンとの「印象的な相互作用」に注目している。
このツアーでの「ギヴ・ミー・ラヴ」のライブ映像は、2006年9月に発売された『リヴィング・イン・ザ・マテルアル・ワールド (初回生産限定DVD付スペシャル・エディション)』に収録され、2014年9月に発売された8枚組ボックス・セット『アップル・イヤーズ 1968-75』にも収録されている。

## カバー・バージョン
『オールミュージック』のリンゼイ・プラナーは、「注目に値する」カバー・バージョンとして、ボブ・ケーニッヒが1996年に発売したアルバム『Prose & Icons』に収録したカバー・バージョンと、マリーザ・モンチが同年に発売したアルバム『Barulhinho Bom』に収録したカバー・バージョンの2つを挙げている。作曲家のスティーヴ・ウッドとダニエル・メイは、1998年に公開された映画『エベレスト』のサウンドトラックとして本作を含むハリスンの楽曲5曲を採用しており、「The Journey Begins」には本作のフレーズが含まれている。
エリオット・スミスは、ライブで本作をカバー。スティング、ジェームス・テイラー、エルトン・ジョンは、2002年4月にニューヨークのカーネギー・ホールで開催された慈善コンサート『Rock for the Rainforest』で、ハリスンへの敬意を表すかたちで本作を演奏した。ジェフ・リンは、ハリスンの死から1年後の2002年11月29日にロイヤル・アルバート・ホールで開催された『コンサート・フォー・ジョージ』で、クラプトン、フェアウェザー・ロウ、マーク・マン、ケルトナー、ダーニ・ハリスン、ナイルズ、キッスーンといった、ハリスンの友人や音楽仲間で構成されるバンドとともに本作を演奏した。
キンクスのデイヴ・デイヴィスは、2003年に発売されたトリビュート・アルバム『Songs from the Material World: A Tribute to George Harrison』で本作をカバー。その後、2006年に発売した自身のアルバム『Kinked』にも収録している。
2010年、女優のシェリー・ルネ・スコットは、ミュージカル『Everyday Rapture』で本作をカバー。カナダの歌手、ロン・セクスミスは、ライブで本作を演奏しており、『モジョ』誌（2011年11月号）に付属のCD『Harrison Covered』にライブ音源が収録されている。ジ・アヴェット・ブラザーズは、2017年1月に放送された『ザ・レイト・ショー・ウィズ・スティーヴン・コルベア』で本作を演奏した。

## クレジット
※出典
- ジョージ・ハリスン - ボーカル、アコースティック・ギター、スライドギター[107]、バッキング・ボーカル
- ニッキー・ホプキンス - ピアノ
- ゲイリー・ライト - オルガン
- クラウス・フォアマン - ベース
- ジム・ケルトナー - ドラム

## チャート成績

### 週間チャート
| チャート (1973年)                       | 最高位 |
| --------------------------------------- | ------ |
| オーストラリア (Go-Set National Top 40) | 9      |
| ベルギー (Ultratop 50 Wallonia)         | 23     |
| Canada Top Singles (RPM)                | 9      |
| Canada Adult Contemporary (RPM)         | 2      |
| ドイツ (GfK Entertainment charts)       | 28     |
| アイルランド (IRMA)                     | 10     |
| 日本 (オリコン)                         | 37     |
| オランダ (Single Top 100)               | 7      |
| ニュージーランド (Listener)             | 9      |
| ノルウェー (VG-lista)                   | 7      |
| UK Melody Maker Pop 30 Singles          | 7      |
| UK シングルス (OCC)                     | 8      |
| US Adult Contemporary (Billboard)       | 4      |
| US Billboard Hot 100                    | 1      |
| US Cash Box Top 100                     | 1      |
| US 'Record World Singles Chart          | 1      |
| 西ドイツ (Media Control Chart)          | 28     |

### 年間チャート
| チャート (1973年)        | 最高位 |
| ------------------------ | ------ |
| Canada Top Singles (RPM) | 110    |
| US Billboard Year-End    | 42     |
| US Cash Box Pop Singles  | 60     |